# Innan vintern kommer
Innan vintern kommer är en svensk TV-serie i fyra delar från 1980 i regi av Göran Stangertz. I rollerna ses bland andra Lars-Erik Berenett, Matti Berenett och Halvar Björk.

## Rollista
- Lars-Erik Berenett – Sven
- Matti Berenett – Evas son
- Halvar Björk – Arnold
- Bengt Brunskog – Gunnar
- Gunvor Ekström – Göstas fru
- Charlotte Grauers – Evas dotter
- Viveca Lindfors – Ami
- Olle Ljungberg – Åke
- Gunilla Nyroos – Helena
- Evabritt Strandberg – Eva
- Rune Tureson – Gösta
- Ulla Wennberg – Maria

## Om serien
Innan vintern kommer producerades för Sveriges Television efter ett manus av Bo Sigvard Nilsson. Serien sändes i fyra femtio minuter långa delar i TV2 mellan den 5 och 26 november 1980.